# Superjupiter

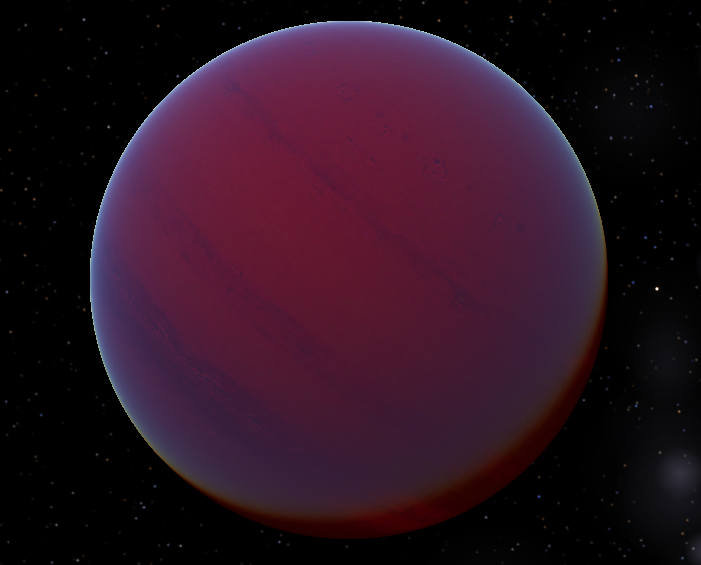
En konstnärens bild av den bruna dvärgen HD 29587 B, som kretsar kring stjärnan HD 29587, uppskattad storlek 55 ggr Jupiters massa, och därmed ingen superjupiter.

En superjupiter, även superjovisk planet, är en planet vars massa är större än  vårt solsystems största planet, Jupiter. Många av de planeter som upptäcks i andra solsystem är superjupiter, då dessa är stora och enklare att upptäckta än mindre planeter.
Det är svårt att dra en skarp gräns mellan superjupiterplaneter och bruna dvärgstjärnor men det finns några kriterier: alla himlakroppar med en massa 25 gånger så stor som Jupiters är klassificerade som stjärnor. Himlakroppar på gränsen mellan planet och brun dvärg, såsom Kappa Andromedae b runt Kappa Andromedae, har kallats för superjupiter.
2011 kände man till 180 planeter av typen superjupiter, vissa heta, andra kalla.
Även om de väger mer än Jupiter, är många av dem ungefär lika stora. Corot-3b, med ungefär 22 MJ, beräknas ha en genomsnittlig densitet av 26,4 g/cm3, vilket är mer än för grundämnet osmium (22,6 g/cm3), det tätaste grundämnet under vanliga förhållanden. Extremt tryck är orsaken till den höga densiteten, eftersom planeten huvudsakligen består av väte. Gravitationen vid ytan är också mycket hög, mer än 50 ggr Jordens.